# Шлях до комунізму
«Шлях до комунізму» (до 1924 — «Путь к коммунизму») — український радянський щомісячний журнал, який видавався в 1921—1925 роках у Харкові. Орган Головполітпросвіти Української СРР, перше періодичне фахове видання для працівників позашкільної освіти радянської України.

## Історія
У 1921—1923 роках називався «Путь к коммунизму» (редакція В. Бухарцева, Н. Єфімов), в 1924 році змінив назву на «Шлях до комунізму». Виходив до 1924 року російською мовою, у Всеукраїнському державному видавництві; з 1924 — українською і російською мовами у видавництві «Шлях освіти» при Наркоматі освіти УСРР. Питома вага україномовних статей в журналі протягом 1924 року поступово збільшувалася: у № 1 їх було 35 %, в № 6-7 — 92 %. Всього протягом 1924 року українською мовою було надруковано 75 % статей. Тираж коливався від 2 до 5 тис. примірників.
У редакційній програмі, опублікованій в № 1 журналу, зазначалося, що головна задача журналу — збір, облік, вивчення місцевого досвіду, наукова розробка методів політичної просвітницької роботи в умовах міста, села, профспілок і армії, налагодження зв'язків між «політустановами, політпросвітниками, членами робітничих і червоноармійських і сільських клубів».
Структура журналу неодноразово змінювалася, але такі розділи, як «Загальний» (теоретичні матеріали), «Офіційний», «Робота на місцях», «Бібліотечна робота» були постійними.
У журналі знайшли відображення актуальні для 1920-х років питання про роль і місце бібліотеки в новому суспільстві, формування єдиної мережі бібліотек, робота з читачами та ін. Обговорювалися, зокрема у формі дискусій, проблеми вивчення складу і потреб читачів, шляхи підготовки бібліотечних кадрів, питання застосування методів психології і педагогіки в культурно-просвітницькій роботі (до якої належала і діяльність бібліотек), керівництво читанням як окремих соціальних груп, так і індивідуально. Особлива увага приділялася організації обслуговування читачів на селі, зокрема, хатам-читальням і пересувним бібліотекам. У той же час питання складу фондів, комплектування бібліотек розглядалося побічно, майже не розкривалася актуальна в той час проблема організації каталогів в масових бібліотеках. Значна увага приділялася ідеологічній спрямованості діяльності бібліотек.
На сторінках журналу відбулася дискусія про місце бібліотеки в сфері освіти. Представники Головполітпросвіти УСРР (М. Гепнер, Л. Лур'є, Я. Гайліс та інші) відстоювали точку зору, що «бібліотеки за своїми формами і методами застаріли, віджили і не повинні існувати як самостійні установи», вони є частиною клубної роботи, тому їх мережа повинна створюватися в другу чергу, відповідно до мережі клубів. Позицію щодо самостійності бібліотечної мережі зайняв І. Вугман. Перемогла думка (на той час) представників Головполітпросвіти УСРР, яку оприлюднив Я. Гайліс в публікаціях «Єдина комбінована мережа політосвітзакладів УСРР» і «Бібліотечна справа на Україні».
У журналі активно друкувалися відомі харківські бібліотекознавці Борис Борович (статті «Вечори живої бібліографії», «Новий читач і бібліотека», «Робота бібліотеки на місцях»), О. Прозорівська («Бібліотека на селі», «Революційні свята в бібліотеці», «Заповіти Леніна и бібліотеки»).
У 1925 році на базі журналу було створено два окремих журнали — «Селянський будинок» і «Робочий клуб», адресовані, відповідно, сількомам і міським установам культури. Від 1961 року від першого номера журналу «Путь к коммунизму» робили відлік нумерації журналу «Соціалістична культура».

## Критика
Софія Русова у рецензії на книгу М. Астермана «Освіта на Україні в большевицькім освітленню» в празькому часописі «Нова Україна» характеризувала тогочасні харківські часописи, зокрема, «Путь к коммунизму» так: 
| Пан Астерман згадує ріжні часописи, які ніби-то виявляють одродження науки на Україні - великий педагогічній журнал «Шлях освіти», а власне: «Путь просвещения», «Наука на Украине», «Шлях до комунізму», а власне - «Путь к комунизму», бо все це місячники (!) московські[1] |